# Chuck Darling
Charles Frick "Chuck" Darling (Denison, Iowa, 20 de marzo de 1930-Colorado, 6 de abril de 2021) fue un jugador de baloncesto estadounidense que jugó 5 temporadas en la NIBL y una más en la AAU. Con 2,03 metros de altura, lo hacía en la posición de ala-pívot.

## Trayectoria deportiva

### Universidad
Jugó durante cuatro temporadas con los Hawkeyes de la Universidad de Iowa, en las que promedió 17,4 puntos por partido. Fue elegido en el mejor quinteto de la Big Ten en 1951 y 1952, y en el último año también MVP de la Conferencia, además de conseguir todos los récords de anotación individual, en una temporada en la que los Hawkeyes acabaron en la segunda posición, por detrás de Illinois, con 19 victorias y 3 derrotas. Para rematar la temporada, fue además incluido en el mejor quinteto All-American.

### Selección nacional
Fue convocado con la selección de baloncesto de Estados Unidos que compitió en los Juegos Olímpicos de Melbourne 1956, en los que ganaron la medalla de oro. Jugó nueve partidos, en los que promedió 9,3 puntos.

### Profesional
Fue elegido en la novena posición del Draft de la NBA de 1952 por Rochester Royals, pero rechazó la oferta, y nunca llegó a jugar en la liga profesional. Fichó por los Phillips 66ers, con los que ganó en total 6 títulos en las dos competiciones en las que participó su equipo, la AAU y la NIBL.